# Partito Democratico (Bulgaria)
Il Partito Democratico (in bulgaro Демократическа партия?) è un partito politico attivo in Bulgaria dal 1895.
Scomparso dalla scena politica durante il regime comunista, si è ricostituito nel 1989. È un partito di centro-destra guidato da Alexander Pramatarski. Il partito è un membro del Partito Popolare Europeo (PPE).

## Risultati
- Elezioni parlamentari del 1994: si presenta insieme all'Unione Nazionale Agraria Bulgara; la lista ottiene il 6,5% dei voti e 18 seggi.
- Elezioni parlamentari del 1997, 2001 e  2005: si presenta all'interno della coalizione denominata Forze Democratiche Unite.
- Elezioni parlamentari del 2009: i suoi esponenti hanno in parte appoggiato la Coalizione Blu, in parte la neonata formazione Lider.

| Controllo di autorità | VIAF (EN) 122626226 · LCCN (EN) n87904101 |